# Bancada (nàutica)
Una bancada és un puntal col·locat transversalment en una embarcació per apuntalar-lo de babord a estribord. En traïnyes i embarcacions petites també pot servir com a seient pel remador. Alguns bots inflables tenen una bancada que pot ser plegada i extreta de manera que el bot pugui ser desinflat i enrotllat per poder-lo transportar i guardar.